# Good Feeling
Good Feeling is het debuutalbum van de Schotse britpopband Travis. Het album kwam uit in september 1997 op het label van Independiente. Het album bracht Travis nog niet de doorbraak, zoals The Man Who de band wel bezorgde.

## Nummers
1. "All I Want to Do Is Rock" – 3:52
2. "U16 Girls" – 4:00
3. "The Line Is Fine" – 4:04
4. "Good Day to Die" – 3:17
5. "Good Feeling" – 3:24
6. "Midsummer Nights Dreamin'" – 3:54
7. "Tied to the 90's" – 3:08
8. "I Love You Anyways" – 5:30
9. "Happy" – 4:15
10. "More Than Us" – 3:56
11. "Falling Down" – 4:17
12. "Funny Thing" – 5:22

## Artiesten
- Francis Healy – zang, gitaar, harmonica
- Andy Dunlop – gitaar
- Dougie Payne – basgitaar, achtergrondzang
- Neil Primrose – drums

Bij sommige nummers speelt toetsenist Page McConnell mee.